# Trigonella badachschanica
Trigonella badachschanica là một loài thực vật có hoa trong họ Đậu. Loài này được Afan. miêu tả khoa học đầu tiên.